# Joana do Rosário
Joana do Rosário ist eine osttimoresische Politikerin. Sie ist Mitglied der Partido Unidade Nacional (PUN).
Das osttimoresische Recht gibt Abgeordneten des Nationalparlaments die Möglichkeit ihr Mandat eine Zeit lang ruhen zu lassen. In dieser Zeit ersetzt sie im Parlament der nächste Kandidat der Parteiliste der vorhergehenden Wahl. Später kann der Abgeordnete sein Mandat wieder aufnehmen. In Fällen, in denen die Parteivorsitzende der PUN, Fernanda Borges, nicht an Sitzungen teilnehmen konnte, übernahm Rosário für sie. Dabei wurden mehrere Listenplätze übersprungen, weil Borges die einzige weibliche der drei Abgeordneten der PUN während der Legislaturperiode von 2007 bis 2012 war. Rosário stand ursprünglich auf Platz 21. Die Vertretung der Frauen musste laut Gesetz bestehen bleiben.
Bei den Neuwahlen 2012 kandidierte Rosário auf Platz 33 der PUN-Liste. Allerdings scheiterte die Partei an der Drei-Prozent-Hürde.